# Salvius
Salvius (decedat în cca. 100 î.Hr.) a fost un cântăreț la flaut care a fost proclamat rege de către sclavii răsculați din Sicilia antică în timpul celui de -al doilea război Servil. El și-a luat numele de Trifon, de la Diodotus Trifon, un rege seleucid care a domnit de la 142 î.Hr. până în 138 î.Hr.. Ca sclav rebel a purtat război împotriva romanilor.